# Urgleptes laxicollis
Urgleptes laxicollis là một loài bọ cánh cứng trong họ Cerambycidae.